# Oscar Björck

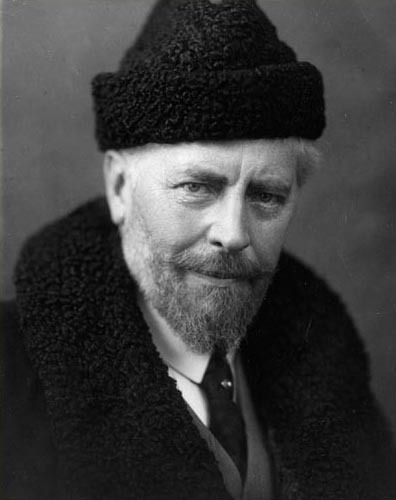
Oscar Björck

Gustaf Oscar Björck (* 15. Januar 1860 in Stockholm; † 5. Dezember 1929 ebenda) war ein schwedischer Genre- und Porträtmaler. 1898 wurde er Professor an der Kungliga Konsthögskolan Stockholm.

## Leben und Wirken
Björck studierte von 1877 bis 1882 unter anderem bei Edvard Perséus und an der Königlichen Akademie in Stockholm. 1882 gründete er mit Peder Severin Krøyer und Michael Ancher in Skagen (Jütland) den Künstlerkreis der Skagen-Maler, der sich in den Sommermonaten der Freiluftmalerei verschrieb und dem sich 1884 auch der deutsche Maler Fritz Stoltenberg anschloss. Das Renommee der Skagen-Maler trug 1926 zur Errichtung des Skagens Museum bei. Zwischen 1882 und 1888 war er Akademiestipendiat und verbrachte Studienaufenthalte in Paris, München, Florenz und Rom.
1889 wurde er Mitglied der Königlichen Akademie und gehörte zu ihren Lehrern, 1898 wurde er Professor und Vizepräsident. Björck war mehrfach Ausstellungskommissar, unter anderem bei der Stockholmer Kunst- und Industrieausstellung 1897 für die Abteilung Bildende Kunst, sowie für die Ausstellung Schwedische Kunst der Gegenwart, 1926 im Kronprinzen-Palais in Berlin.
Björck war Mitglied des schwedischen Künstlerverbandes Konstnärsförbundet.

## Ausstellungen
- 1926: 15. Biennale von Venedig
- 1926: Schwedische Kunst der Gegenwart. Nationalgalerie (Berlin), Kronprinzenpalais (Berlin)
- 2011: Skagen GULD (dt. Skagen GOLD. Werke in Privatbesitz). Skagens Museum, Skagen[2]

## Galerie

Das Boot wird zu Wasser gelassen (1884)
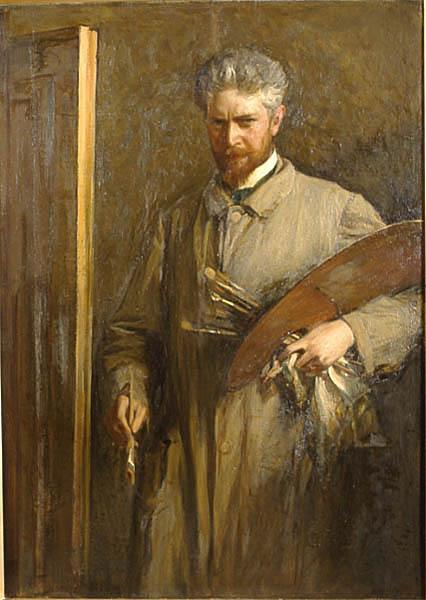
Selbstporträt (1903)
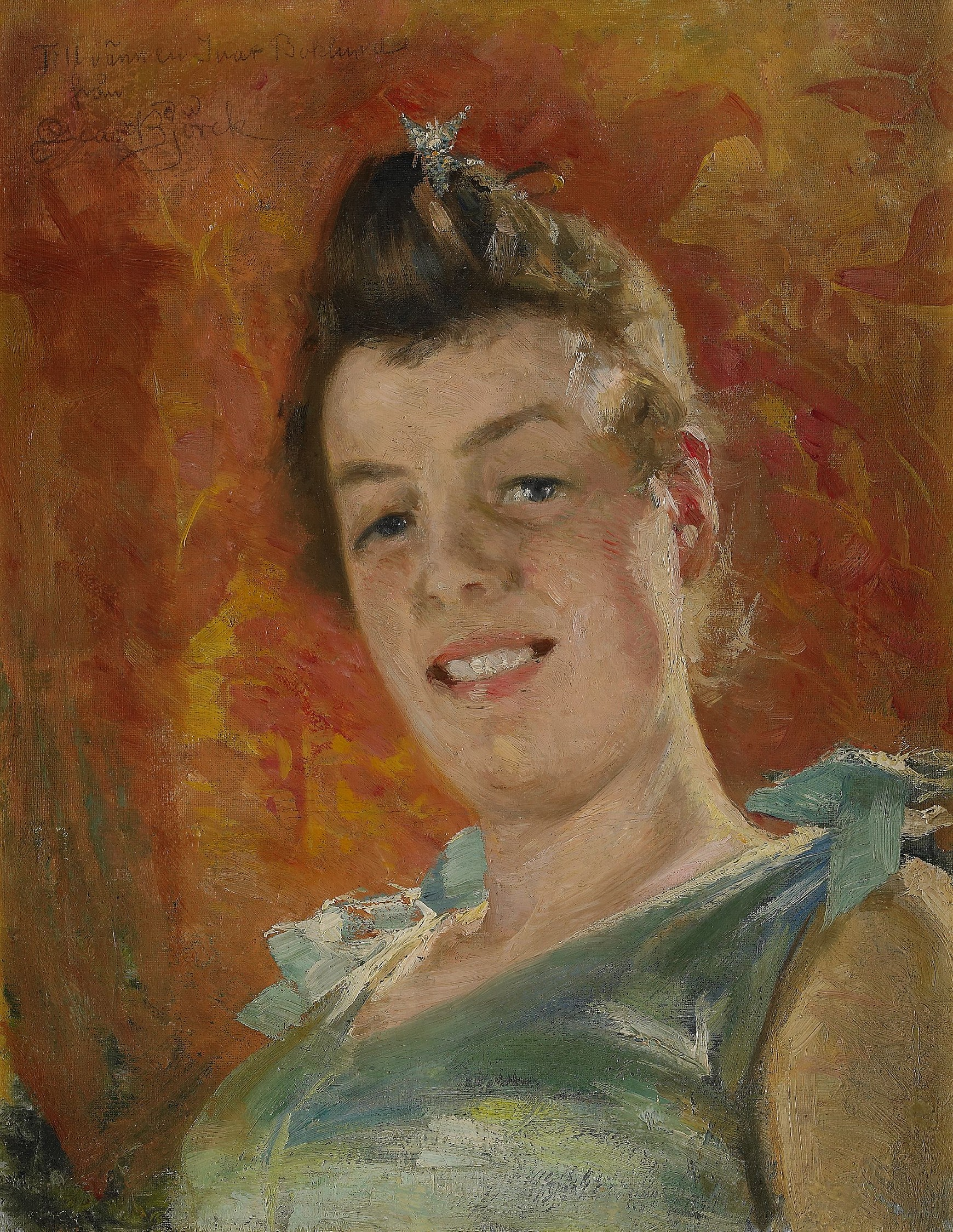
Frauenporträt
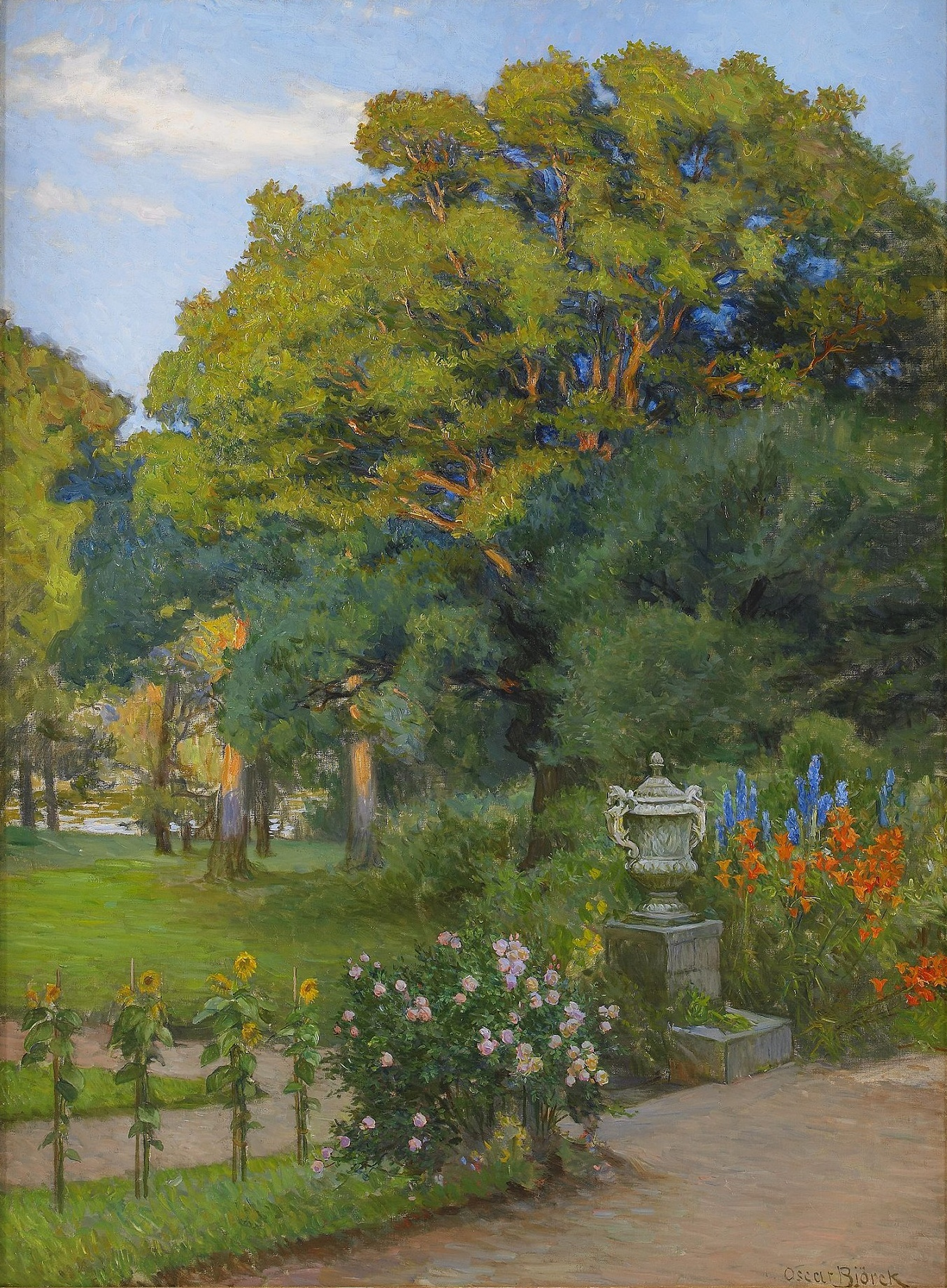
Parklandschaft